# (150035) Williamson
(150035) Williamson est un astéroïde de la ceinture principale.

## Description
(150035) Williamson est un astéroïde de la ceinture principale. Il fut découvert le 20 novembre 2005 à Wrightwood par James Whitney Young. Il présente une orbite caractérisée par un demi-grand axe de 3,11 UA, une excentricité de 0,07 et une inclinaison de 11,4° par rapport à l'écliptique.

## Compléments